# SN 2005dh
SN 2005dh – supernowa typu Ia odkryta 10 sierpnia 2005 roku w galaktyce M+04-37-55. W momencie odkrycia miała maksymalną jasność 17,10m.